# Stara Wieś (Modliborzyce)
Stara Wieś – część wsi Modliborzyce w Polsce, położona w województwie świętokrzyskim, w powiecie opatowskim, w gminie Baćkowice.
W latach 1975–1998 Stara Wieś administracyjnie należała do województwa tarnobrzeskiego.